# Christopher C. Upson

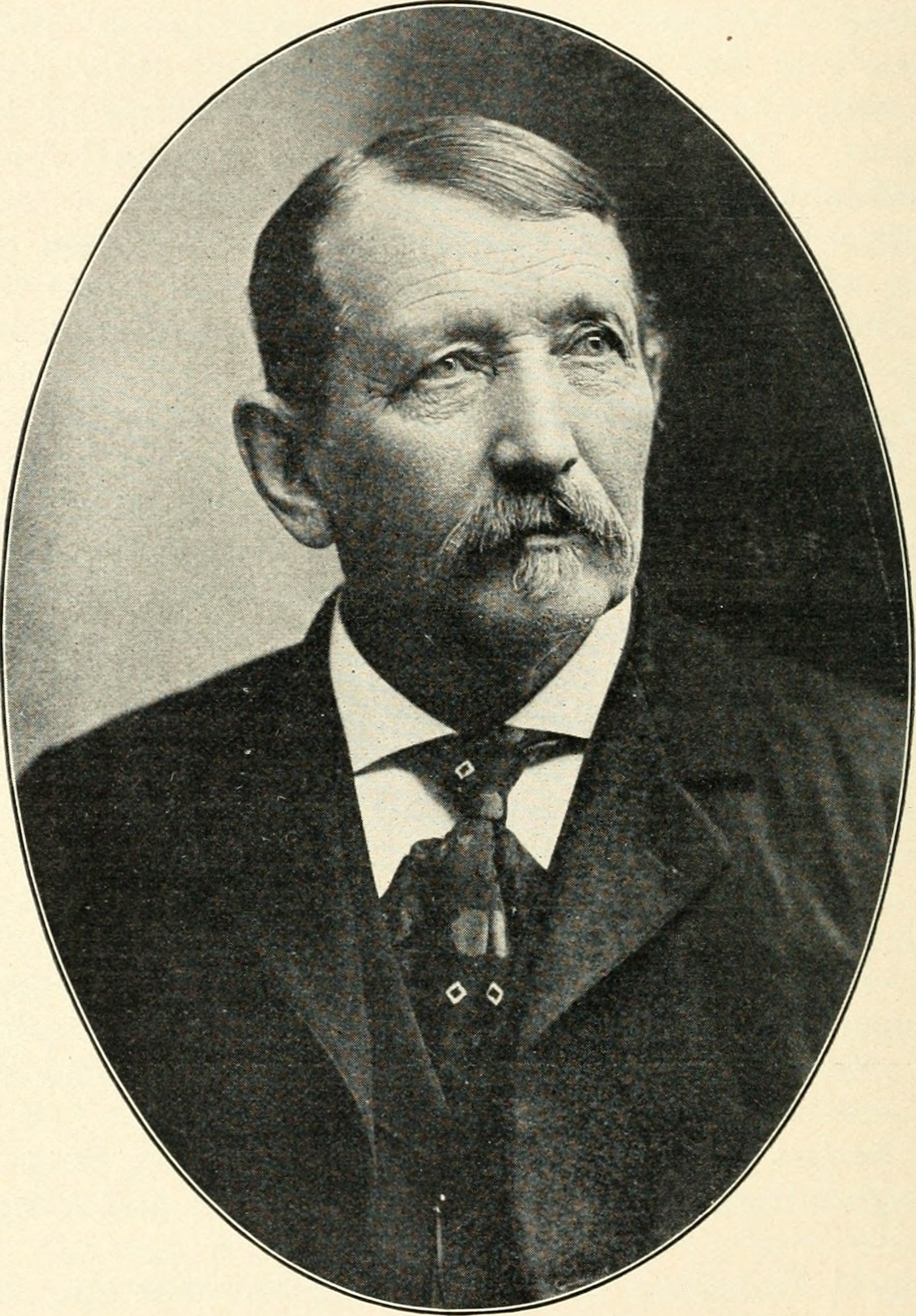
Christopher Columbus Upson

Christopher Columbus Upson (* 17. Oktober 1829 in Syracuse, New York; † 8. Februar 1902 in San Antonio, Texas) war ein US-amerikanischer Politiker. Zwischen 1879 und 1883 vertrat er den Bundesstaat Texas im US-Repräsentantenhaus.

## Werdegang
Christopher Upson besuchte die öffentlichen Schulen seiner Heimat und das Williams College in Williamstown (Massachusetts). Nach einem anschließenden Jurastudium und seiner 1851 erfolgten Zulassung als Rechtsanwalt begann er in Syracuse in diesem Beruf zu arbeiten. Im Jahr 1854 verlegte er seine Kanzlei und seinen Wohnsitz nach San Antonio. Während des Bürgerkrieges diente er im Heer der Konföderation, in der er bis zum Oberst aufstieg. Zwischenzeitlich war er im Jahr 1862 im Gebiet des späteren Staates Arizona als konföderierter Richter tätig. Nach dem Krieg begann Upson als Mitglied der Demokratischen Partei eine politische Laufbahn.
Nach dem Tod des Abgeordneten Gustav Schleicher wurde er bei der fälligen Nachwahl für den sechsten Sitz von Texas als dessen Nachfolger in das US-Repräsentantenhaus in Washington, D.C. gewählt, wo er am 15. April 1879 sein neues Mandat antrat. Nach einer Wiederwahl konnte er bis zum 3. März 1883 im Kongress verbleiben. Im Jahr 1882 wurde er von seiner Partei nicht mehr zur Wiederwahl nominiert. Nach dem Ende seiner Zeit im US-Repräsentantenhaus praktizierte Christopher Upson als Anwalt in San Antonio, wo er am 8. Februar 1902 starb.